# Tautavel
Tautavel is een gemeente in het Franse departement Pyrénées-Orientales (regio Occitanie). De plaats maakt deel uit van het arrondissement Perpignan. Tautavel telde op 1 januari 2022 911 inwoners.

## Geografie
De oppervlakte van Tautavel bedroeg op 1 januari 2022 53,47 vierkante kilometer; de bevolkingsdichtheid was toen 17 inwoners per km².

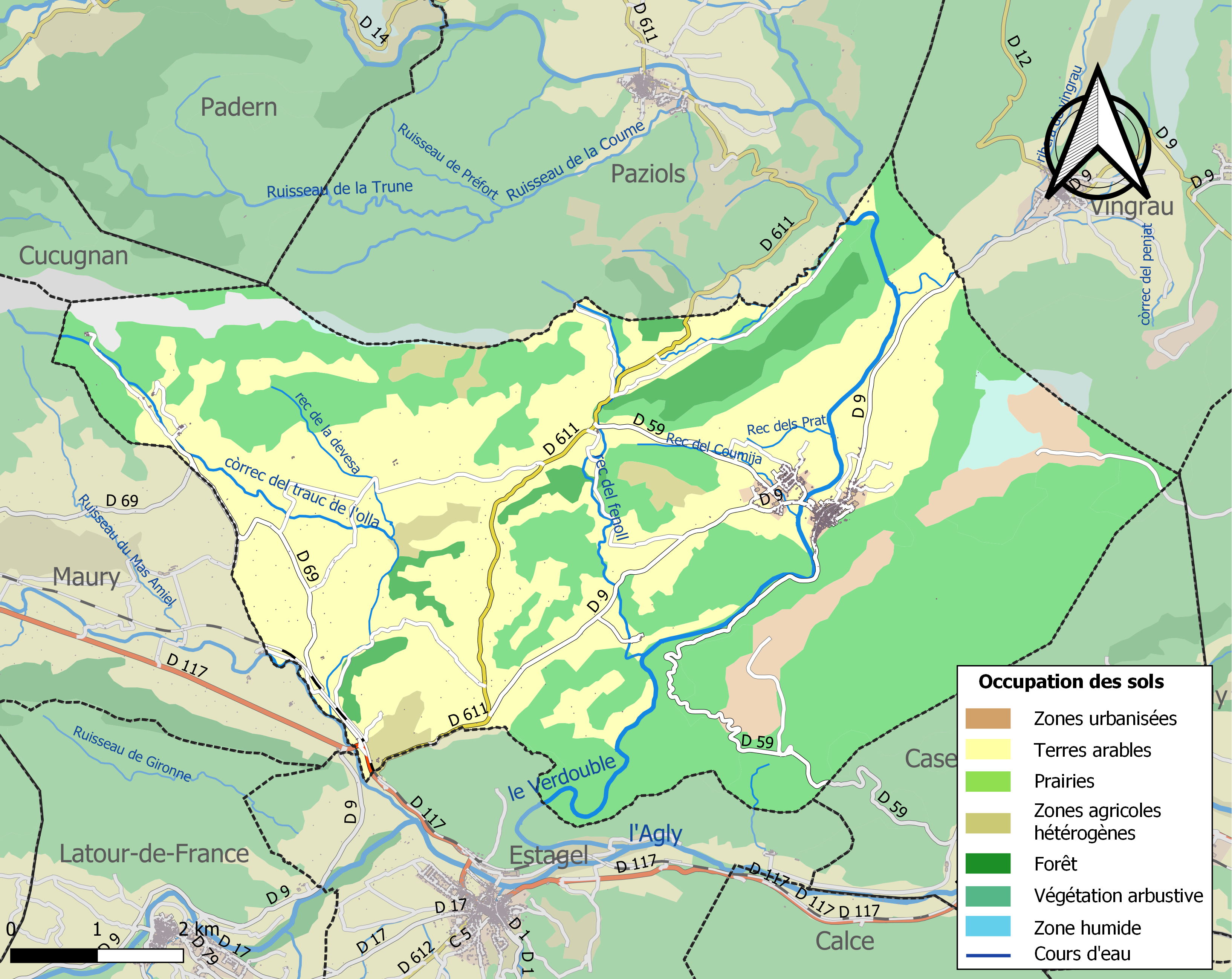
Kaart van de gemeente met de belangrijkste infrastructuur, bodemgebruik en omliggende gemeenten

## Demografie
Onderstaande figuur toont het verloop van het inwonertal (bron: INSEE-tellingen).